# Acoma glabrata
Acoma glabrata är en skalbaggsart som beskrevs av Mont A. Cazier 1953. Acoma glabrata ingår i släktet Acoma och familjen Pleocomidae. Inga underarter finns listade i Catalogue of Life.